# Championnat d'Italie de football de deuxième division 1969-1970
Navigation
Édition précédente Édition suivante
La saison 1969-1970 de Serie B, organisée par la Lega Calcio pour la vingt-quatrième fois, est la 38e édition du championnat de deuxième division en Italie. Les trois premiers sont promus directement en Serie A et les trois derniers sont relégués en Serie C.
À l'issue de la saison, Varèse termine à la première place et monte en Serie A 1970-1971 (1re division), accompagné par le vice-champion, Foggia  et le troisième Catane.
Avec une moyenne de 1,5 but par match, il s'agit de la saison la moins prolifique en buts en deuxième division italienne.

## Compétition
La victoire est à deux points, un match nul à 1 point.
Pour éviter les déconvenues de la saison 1967-1968 où les matchs de barrages ont duré presque un mois, à partir de cette saison en cas d'égalité dans la zone de relégation, c'est la différence de buts qui prime. En cas d'égalité de points pour une place de promotion les barrages sont maintenus.

### Classement
| Rang | Équipe             | Pts | J  | G  | N  | P  | Bp | Bc | Diff |
| ---- | ------------------ | --- | -- | -- | -- | -- | -- | -- | ---- |
| 1    | Varèse R           | 49  | 38 | 16 | 17 | 5  | 41 | 21 | +20  |
| 2    | Foggia             | 48  | 38 | 16 | 16 | 6  | 42 | 25 | +17  |
| 3    | Catane             | 48  | 38 | 15 | 18 | 5  | 34 | 19 | +15  |
| 4    | Mantoue            | 47  | 38 | 12 | 23 | 3  | 39 | 22 | +17  |
| 5    | Monza              | 45  | 38 | 15 | 15 | 8  | 30 | 19 | +11  |
| 6    | Reggina            | 41  | 38 | 13 | 15 | 10 | 39 | 34 | +5   |
| 7    | Pise R             | 39  | 38 | 11 | 17 | 10 | 31 | 29 | +2   |
| 8    | Ternana            | 39  | 38 | 10 | 19 | 9  | 30 | 31 | -1   |
| 9    | Livourne           | 38  | 38 | 11 | 16 | 11 | 26 | 25 | +1   |
| 10   | Perugia            | 35  | 38 | 10 | 15 | 13 | 25 | 25 | 0    |
| 11   | Cesena             | 35  | 38 | 8  | 19 | 11 | 25 | 28 | -3   |
| 12   | Modène             | 35  | 38 | 9  | 17 | 12 | 24 | 30 | -6   |
| 13   | Côme               | 34  | 38 | 11 | 12 | 15 | 33 | 44 | -11  |
| 14   | Arezzo P           | 34  | 38 | 5  | 24 | 9  | 15 | 27 | -12  |
| 15   | Atalanta Bergame R | 33  | 38 | 8  | 17 | 13 | 30 | 29 | +1   |
| 16   | Catanzaro          | 33  | 38 | 7  | 19 | 12 | 23 | 30 | -7   |
| 17   | Tarente P          | 33  | 38 | 8  | 17 | 13 | 27 | 35 | -8   |
| 18   | Reggiana           | 33  | 38 | 6  | 21 | 11 | 22 | 31 | -9   |
| 19   | Plaisance P        | 32  | 38 | 7  | 18 | 13 | 26 | 45 | -19  |
| 20   | Genoa              | 29  | 38 | 6  | 17 | 15 | 19 | 32 | -13  |

|  | Promotion en Serie A                        |
|  | Relégation en Serie C                       |
|  | P : Promu de Serie C R : Relégué de Serie A |

- Avec l'ancien système les clubs de la 15e à la 18e place auraient dû disputer des matchs de barrage, mais depuis cette saison on prend en compte la différence de but, dans la zone de relégation uniquement.